# クエンティン・ルーズベルト2世
クエンティン・ルーズベルト2世 (Quentin Roosevelt II、1919年11月4日 - 1948年12月21日)はセオドア・ルーズベルト・ジュニアとエレノア・バトラー・アレクサンダー・ルーズベルトの第4子。叔父クエンティン・ルーズベルトに因んで名づけられた。セオドア・ルーズベルト3世とコーネリアス・V・S・ルーズベルトは兄。

## 経歴
1934年、ジョセフ・ W・ バーデンとアメリカ自然史博物館を通じてアリゾナ州南部の洞窟で発見したpronghorn antelope の化石の新種についての 論文を発表した。 
ハーバード大学に入学し、中国西部チベットの国境を訪問中に収集したナシ族の写本について卒業論文を書いた。 
19歳の時、ライフ誌は、その時の旅の写真を公開した。
グロトン校、次いで1941年にハーバード大学を卒業し、すぐに、陸軍に入隊した。1943年2月、カセリーヌ峠の戦いで負傷し、パープルハート章、Croix de guerre 1939–1945、シルバースターを受賞した。ノルマンディー上陸作戦では、オマハ・ビーチに上陸する第一波の1人であり、同時に父セオドアもユタ・ビーチから上陸していた。
戦後、中国航空集団のDirectorを務め、1948年12月21日、香港近くで起きた飛行機事故で死亡した。乗っていたC-54は西貢市の火石洲の山に墜落し、全員が即死した。遺骨は、火石洲に残っていたが、ニューヨーク州オイスターベイのヤングス墓地の妻の墓にも名が刻まれている。

## 家族
1944年4月12日、ブランドフォードフォーラムのアメリカ赤十字で働くフランシス・ブランシュ・ウェッブ(1917–1995)と結婚
した。アンナ・Curtenius・ルーズベルト、スーザン・ルーズベル・ウェルド、、さらにロナルド・W・ドウォーキンと結婚した アレクサンドラの3人の娘がいた。 　

## 著作
- "Buddhism", Life, Jan 8, 1940